# Agalliota clavata
Agalliota clavata är en insektsart som beskrevs av Paul W. Oman 1938. Agalliota clavata ingår i släktet Agalliota och familjen dvärgstritar. Inga underarter finns listade i Catalogue of Life.